# Andreas Mattheis Motorsport
Andreas Mattheis Motorsport (competindo como Ipiranga Racing devido ao patrocinio e anteriormente conhecida como Red Bull Racing) é uma equipe de automobilismo sediada em Petrópolis, Rio de Janeiro, comandada por Andreas Mattheis. A equipe atualmente compete na Stock Car com Cesar Ramos e Thiago Camilo. A equipe foi conhecida como Red Bull entre os anos de 2012 para 2016. Ipiranga Racing é uma das equipes mais bem sucedidas da Stock Car, ganhando o título em 2005, 2008, 2009, 2011, e 2012.
Para a temporada de 2009 da Stock Car a equipe contou com a dupla de pilotos Xandinho Negrão e William Starostik.

## Resultados
| Ano  | Nome            | Carro           | Nº | Piloto         | 1   | 2   | 3   | 4   | 5  | 6   | 7  | 8   | 9   | 10  | 11 | 12  | 13  | 14  | 15 | 16  | 17 | 18 | 19  | 20  | 21 | 22 | Pontos | Pos. |
| ---- | --------------- | --------------- | -- | -------------- | --- | --- | --- | --- | -- | --- | -- | --- | --- | --- | -- | --- | --- | --- | -- | --- | -- | -- | --- | --- | -- | -- | ------ | ---- |
| 2018 | Ipiranga Racing | Chevrolet Cruze | 3  | Bia Figueiredo | Ret | Ret | Ret | 22  | 16 | Ret | 14 | 21  | Ret | 10  | 17 | 5   | Ret | Ret | 17 | Ret | 16 | 11 | Ret | 15  | 17 |    | 21     | 25º  |
| 2018 | Ipiranga Racing | Chevrolet Cruze | 21 | Thiago Camilo  | Ret | Ret | 9   | 11  | 6  | 10  | 4  | 18  | 2   | Ret | 6  | DSQ | 8   | 4   | 6  | 20  | 7  | 6  | 13  | Ret | 14 |    | 134    | 11º  |
| 2019 | Ipiranga Racing | Chevrolet Cruze | 3  | Bia Figueiredo | 19  | 22  | 16  | Ret | 22 | Ret | 4  | 23  | Ret | 13  | 21 | Ret | 19  | 20  | 15 | 10  | 15 | 18 | Ret | 19  | 16 |    | 35     | 26º  |
| 2019 | Ipiranga Racing | Chevrolet Cruze | 21 | Thiago Camilo  | 4   | 1   | Ret | 1   | 11 | 1   | 9  | Ret | DNS | 1   | 16 | 4   | 4   | 4   | 13 | 2   | 1  | 19 | 5   | 13  | 1  |    | 366    | 2º   |
| 2020 | Ipiranga Racing | Toyota Corolla  | 21 | Thiago Camilo  | 6   | 5   | Ret | 6   | 3  | 11  |    |     |     |     |    |     |     |     |    |     |    |    |     |     |    |    | 78 *   | 6º * |
| 2020 | Ipiranga Racing | Toyota Corolla  | 30 | César Ramos    | 8   | 8   | 2   | 2   | 4  | Ret |    |     |     |     |    |     |     |     |    |     |    |    |     |     |    |    | 97 *   | 4º * |

* Temporada ainda em andamento.